# Hexen (1949)
Hexen ist ein 1948 hergestelltes, österreichisches Filmdrama von Hanns Schott-Schöbinger mit Edith Mill, Margrit Aust und Curd Jürgens in den Hauptrollen.

## Handlung
Der verstorbene Besitzer eines mittelalterlichen Schlosses hat in seinem Testament folgende Verfügung festgelegt: Die Erbin seines mächtigen Anwesens solle die ältere der beiden Stiefschwestern Katharina und Margrit von Kronberg, also Margrit werden, wenn sie den soeben aus der Kriegsgefangenschaft heimgekehrten Heinz Wagner, einen Vetter, ehelicht. Als Margrit Katharina und Heinz bei einem Rendezvous an einem nahe gelegenen See beobachtet, verlangt Margrit von ihrem Zukünftigen, dass Katharina augenblicklich das Schloss verlassen soll, noch ehe sie, die ältere Schwester, und Heinz miteinander verheiratet sind. 
Außer sich vor Zorn, plant Katharina daraufhin, Margrit zu vergiften. Erst als Katharina davon träumt, dass die Dorfjugend Margrits gewaltsamen Tod nach alter Tradition rächen wird und sie, Katharina, auf einem Scheiterhaufen wie einst im Mittelalter die Hexen verbrennen werden, lässt sie, nachdem sie aus diesem Nachtmahr erwacht ist, von ihrem blutigen Vorhaben ab. Ihr Willensumschwung wird belohnt: Heinz hat sich entschlossen, Katharina und nicht Margrit zu heiraten.

## Produktionsnotizen
Hexen entstand zwischen September und Dezember 1948 an Steirer Drehorten (Bad Gleichberg, Stadt-Felbach, Schloss Riegersburg (Steiermark), Thalerhof bei Graz, Atelier der AFA-Alpenfilm). Die Welturaufführung erfolgte am 7. April 1949 in Graz im Annenhof. Eine bundesdeutsche Premiere hat es nicht gegeben.
Walter Tjaden übernahm die Produktionsleitung, Fritz Jüptner-Jonstorff entwarf die Filmbauten. Heimatfilmstar der 1950er Jahre Rudolf Lenz gab hier seinen (winzigen) Einstand vor der Kamera. Eine bisweilen zu lesende Mitwirkung des berühmten deutschen Stummfilmstars Rudolf Klein-Rogge lässt sich nicht nachweisen.

## Kritik
„Während wir hartnäckig das Gähnen bekämpfen, packt uns erhebliches Mitleid – mit dem Drehbuchautor (…) Alles in allem ein Film, den wir lieber nicht steirisch nennen, ein geistloser, langweiliger Zelluloidstreifen.“

—er.: „Hexen“. Zur Uraufführung des AFA-Films im Annenhof. In: Neue Zeit. Organ der Sozialistischen Partei Steiermarks, Nr. 83/1949 (V. Jahrgang), 9. April 1949, S. 2, Spalte 1 ff. (online bei ANNO).